# Sergio Sorrentino
Sergio Sorrentino (Carbonara di Nola, 16 settembre 1942) è un filosofo italiano docente di filosofia della religione presso l'Università degli Studi di Salerno.
È tra i massimi esperti italiani del filosofo e teologo tedesco Friedrich Schleiermacher, ma oltre alle letture di carattere teologico-religioso, è anche ideatore di una filosofia autonoma ed originale. Sorrentino è infatti convinto che si debba ricercare una connessione tra le varie forme di sapere, spesso rinchiuse nell'ambito dei propri specialismi e pertanto sterili.

## Formazione e studi
Dopo un periodo di studio passato in Italia (Milano, Napoli) e l'estero (Tubinga, Heidelberg) nel 1972 si laurea in Filosofia presso l'Università degli Studi di Napoli "Federico II". Nel 1973 consegue la laurea in teologia presso la facoltà teologica "San Luigi" di Napoli e dal 1974 è ricercatore presso L'Università degli Studi di Salerno.
Nel 1977 riceve una borsa di formazione a Gottinga, nel 1979 a Kiel e nel 1985 a Monaco.
Nel 1980 diviene ricercatore confermato a Salerno e dal 1995/96 è docente, tuttora in ruolo, di Filosofia della religione preso la medesima università.

## Pensiero
Il pensiero di Sorrentino si sviluppa soprattutto intorno a tematiche come il dibattito sulla religione, inteso nel senso di una problematizzazione e di una tematizzazione del religioso nella società moderna e contemporanea, a partire dal tardo Illuminismo fin ai giorni nostri. Sorrentino cerca di inquadrare il pensiero filosofico relativo all'etica e alla religione. Da qui parte il tentativo di una tematizzazione filosofica della dimensione simbolica. Il motore della ricerca è il tentativo di giungere ad una forma di connessione dei saperi che possa superare le difficoltà e le incomprensioni del mondo contemporaneo, non solo in ambito filosofico.

## Opere

### Monografie (selezione)
- La teologia della secolarizzazione in Dietrich Bonhoeffer, 1974
- Chiesa, mondo e storia nel pensiero del secolo XIX, 1977
- Schleiermacher e la filosofia della religione, 1978
- Ermeneutica e filosofia trascendentale, 1986
- Filosofia ed esperienza religiosa, 1993
- Realtà del senso e universo religioso. Per un approccio trascendentale al fenomeno religioso, 2004

### Traduzioni (selezione)
- F. Schleiermacher, La dottrina della fede, I-II, 1981-1984
- F. Schleiermacher, Il valore della vita, 2000
- F. Schleiermacher, Dialettica, 2004

### Volumi a cura di (selezione)
- Schleiermacher's Philosophy and the philosophical Tradition, 1992
- Barth in discussione, 1993
- Obbedire al tempo. L'attesa nel pensiero filosofico, politico ereligioso di Simone Weil, 1995
- La dialettica nella cultura romantica, con Terrence N. Tice 1996
- Religione e religioni a partire dai “Discorsi” di Schleiermacher, 2000
- Il prisma della rivelazione. Una nozione alla prova di religioni e saperi, 2003
- L'eredità dell'Illuminismo e la critica della religione, 2004
- Diversità e rapporto tra culture, 2005
- Le ragioni del dialogo. Grammatica del rapporto tra le religioni, 2005
- Nichilismo e questione del senso, 2005
- Teologia naturale e teologia filosofica, 2006
- La libertà in discussione, 2007
- Le ragioni del dialogo. Grammatica del rapporto fra le religioni, con Francesco Saverio Festa, 2007
- La persona come paradigma di senso. Dibattito sull'eredità di Mounier, con Giuseppe Limone, 2008
- La teologia politica in discussione, con Hagar Spano, 2012